# Leo Rosten
Œuvres principales
- Les Joies du Yiddish

Leo Calvin Rosten (Łódź, 11 avril 1908 – New York, 19 février 1997) est un écrivain, enseignant et chercheur mais il est surtout connu comme humoriste, journaliste et lexicographe, ayant rédigé Les Joies du Yiddish à l’intention du public américain.

## Biographie

### Scénariste
Rosten fut un scénariste de cinéma à succès. On lui doit la trame pour L'Impasse tragique, un film noir avec dans le rôle principal Mark Stevens, et Des filles disparaissent, drame de Douglas Sirk avec George Sanders et Lucille Ball. Il figure parmi les auteurs de Le Combat du capitaine Newman, adapté de son roman du même titre. Autres films : Mechanized Patrolling (1943) (sous le nom de Leonard Q. Ross), They Got Me Covered (1943) (scénario, sous le nom de Leonard Q. Ross), Échec à la Gestapo (1942, scénario, sous le nom de Leonard Q. Ross), Les Conspirateurs de Jean Negulesco (1944, scénario de Leo Rosten et Vladimir Pozner d'après le roman de Frederic Prokosch), The Velvet Touch (1948), L'Homme aux lunettes d'écaille (1948, roman, scénario), Double Dynamite (1951, l'histoire), Le Guêpier (1952) et L'Extravagant Monsieur Cory (1957, scénario).

### Chroniques et livres
On se souvient entre autres de Rosten pour ses nouvelles mettant en scène Hyman Kaplan, le prodige des cours du soir, d'abord publiées dans The New Yorker au cours des années 1930 et réimprimées plus tard en deux volumes : L'Éducation de H*Y*M*A*N K*A*P*L*A*N et Le Retour de H*Y*M*A*N K*A*P*L*A*N, sous le pseudonyme de Leonard Q. Ross. Il est également célèbre pour son encyclopédie en un volume Les Joies du yiddish (1968), un guide de la langue yiddish et de la culture juive en même temps qu'une mine d'anecdotes et de traits d'humour juif. Le livre a été suivi par O K*A*P*L*A*N ! My K*A*P*L*A*N ! (1976) et Hooray for Yiddish ! (1982), un lexique humoristique sur la langue américaine dans la mesure où elle est influencée par la culture juive. Un autre ouvrage de Rosen est Leo Rosten's Treasury of Jewish Quotations.